# Inezita Barroso
Inezita Barroso, artiestennaam van Ignez Magdalena Aranha de Lima (São Paulo, 4 maart 1925 – aldaar, 8 maart 2015), was een Braziliaanse zangeres, actrice, instrumentalist, bibliothecaris, folkloriste, docent, en radio- en televisiepresentatrice.
Ze ontving een eredoctoraat in folklore en digitale kunst van de Universiteit van Lissabon en speelde een belangrijke rol in tal van voorstellingen, albums, films, theaterproducties en internationaal bekende muziekevenementen. Ze nam de achternaam Barroso aan na haar huwelijk in 1947 met de advocaat Adolfo Cabral Barroso, waarmee ze een dochter, Marta, kreeg.

## Biografie
Inezita Barroso, geboren in een welgestelde familie met Spaanse en inheemse wortels, was vanaf jonge leeftijd gepassioneerd door Braziliaanse cultuur en muziek. Ze begon op zevenjarige leeftijd gitaar te spelen en studeerde piano aan het conservatorium. Ze was lid van de eerste lichting van de opleiding Bibliotheekwetenschappen aan de Universiteit van São Paulo (USP) en studeerde daar af in 1947, voordat ze professioneel zangeres werd.

## Artistieke carrière
In 1950 sloot Barroso zich aan bij Rádio Bandeirantes en trad ze op in recitals in het Teatro Brasileiro de Comédia(TBC), Cultura Artística en Colombo. Dat jaar nam ze haar bekende interpretatie van het nummer Moda da Pinga, geschreven door Laureano en Raul Torres, op.
In 1954 bracht ze de samba's Ronda van Paulo Vanzolini en Estatutos da Gafieira van Billy Blanco uit. Ze ontving de Roquette-Pinto-trofee voor beste zangeres van Braziliaanse populaire muziek en de Guarani-prijs als beste zangeres op plaat.
In de jaren 1950 wijdde ze zich ook aan een acteercarrière en speelde ze in de films Ângela (1950), O Craque (1953), Destino em Apuros (1953), É Proibido Beijar (1954) en Carnaval em Lá Maior (1955). Voor haar rol in Mulher de Verdade (1953) ontving ze de Saci-prijs voor beste actrice.
Inezita overschreed de mijlpaal van vijftig jaar carrière en meer dan tachtig opgenomen albums, variërend van 78-toerenplaten tot vinyl en cd's. Van 1980 tot haar overlijden in 2015 presenteerde ze het programma Viola, Minha Viola, gewijd aan de música caipira en uitgezonden door TV Cultura.
Daarnaast had ze bij SBT een eigen muziekprogramma dat op zondagochtend werd uitgezonden. Naast haar artistieke loopbaan gaf Inezita Barroso vanaf de jaren 1980 ook folklorelessen aan de faculteiten Unifai en Unicapital, waar ze de titel van doctor honoris causa in Braziliaanse folklore kreeg.
In tegenstelling tot wat het publiek vaak van haar verwachtte, werkte ze ook met modernere MPB-artiesten en genres buiten de caipira- en sertaneja-stijlen.
In 2003 werd ze door de staat São Paulo onderscheiden met de Orde van de Ipiranga en kreeg ze de titel “commandeur van de Braziliaanse folkloremuziek”.
In 2004 uitte ze in het televisieprogramma Roda Viva van TV Cultura haar steun voor het delen en digitaal uitwisselen van muziek, omdat dit jongeren toegang kon geven tot cultuur. Ze bekritiseerde de muziekindustrie en verklaarde dat piraterij altijd al had bestaan.
In november 2014 werd Inezita verkozen tot lid van de Academia Paulista de Letras, waar ze de plaats innam van de folkloriste Ruth Guimarães, die in mei van dat jaar overleed.